# Баутиста, Адольфо
Адо́льфо (Бо́фо) Баути́ста Эрре́ра (исп. Adolfo "Bofo" Bautista Herrera; род. 15 мая 1979, Долорес-Идальго, Гуанахуато) — мексиканский футболист, нападающий.

## Клубная карьера
Баутиста начал профессиональную карьеру в клубе «Эстудиантес Текос», затем непродолжительное время выступал за клубы «Монаркас Морелия» и «Пачука». Золотые годы в карьере Баутисты пришлись на время его выступления за «Гвадалахару», за которую он играл с 2004 по 2007 год, в это время он стал основным игроком сборной Мексики, однако не попал в заявку на чемпионат мира 2006. В 2007 году он перешёл в «Ягуарес Чьяпас», за который провёл два сезона, с 2010 года Баутиста вновь играет за «Гвадалахару».

## Международная карьера
В составе национальной команды Адольфо Баутиста дебютировал 19 января 2002 года в матче со сборной Сальвадора, к настоящему времени он сыграл в 37 матчах за сборную, в которых забил 11 голов. Баутиста включён в заявку сборной Мексики на чемпионат мира 2010.

## Достижения
- Чемпион Мексики (2): Ап. 2003, Ап. 2006.